# Mistrovství Evropy juniorů ve sportovním lezení 2016
Mistrovství Evropy juniorů ve sportovním lezení 2016 (anglicky: European Youth Championships) se uskutečnilo již popáté, ve dvou rakouských městech jako součást Evropského poháru juniorů ve sportovním lezení. Bouldering 4.-6. srpna v Längenfeldu a poté v lezení na obtížnost a rychlost 2.-4. září v Mitterdorfu.

V Paříži proběhlo také XIV. ročník Mistrovství světa ve sportovním lezení, XXIII. Mistrovství světa juniorů se konalo v listopadu v čínském Kantonu a v Šanghaji I. Akademické mistrovství světa ve sportovním lezení. Mistrovství Evropy v ledolezení se konalo v italském Rabensteinu.

## Průběh závodů
V boulderignu postupovalo šest nejlepších závodníků do finále, v kvalifikaci se závodilo na osmi bouldrech a ve finále na čtyřech.

### Češi na MEJ
Jako doprovod závodníků jela do Längenfeldu (licencovaná trenérka ČHS) Eliška Karešová a do Mitterdorfu Tomáš Binter st. (předseda komise soutěžního lezení ČHS a trenér) a Petra Adamovská.
Jakub Konečný získal zlatou medaili v lezení na obtížnost v kategorii A (druhou českou i zlatou medaili, první v lezení na obtížnost, první v kategorii A).

### Výsledky juniorů a juniorek
| obtížnost                | obtížnost               | rychlost            | rychlost            | bouldering                 | bouldering               |
| ------------------------ | ----------------------- | ------------------- | ------------------- | -------------------------- | ------------------------ |
| junioři                  | juniorky                | junioři             | juniorky            | junioři                    | juniorky                 |
| 1. Sergej Bydtajev       | 1. Kajsa Rosén          | 1. Pierre Rebreyend | 1. Aurelia Sarisson | 1. Nicolas Pelorson        | 1. Staša Gejo            |
| 2. Hannes Puman          | 2. Alina Ring           | 2. Lev Rudatskiy    | 2. Darja Kanová     | 2. Jules Nicouleau Bourles | 2. Johanna Färber        |
| 3. Georg Parma           | 3. Andrea Kümin         | 3. Ludovico Fossali | 3. Irina Sabitova   | 3. Jan-Luca Posch          | 3. Molly Thompson- Smith |
|                          |                         |                     |                     |                            |                          |
| 33. Mikuláš Keller       | 26. Veronika Scheuerová | 12. Pavel Krutil    | 13. Andrea Pokorná  | 45.-46. Michal Běhounek    | 18. Veronika Šimková     |
| 35. Petr Kliger          | 28. Andrea Pokorná      | 13. Adam Smiga      | —                   | 47.-48. Jakub Rázek        | —                        |
| 36.-37. Zbyšek Černohous | 29. Veronika Šimková    | —                   | —                   | 49. Mikuláš Keller         | —                        |
| 38. Jakub Dvouletý       | 31. Karolína Taberyová  | —                   | —                   | —                          | —                        |
| 8 finalistů              | 8 finalistek            | 4 finalisté         | 4 finalistky        | 6 finalistů                | 6 finalistek             |
| 26 semifinalistů         | 26 semifinalistek       | 8/16 semifinalistů  | 8 semifinalistek    | bez semifinále             | bez semifinále           |
| 40 juniorů               | 31 juniorek             | 24 juniorů          | 15 juniorek         | 49 juniorů                 | 29 juniorek              |

### Výsledky chlapců a dívek v kategorii A
| obtížnost             | obtížnost                 | rychlost           | rychlost                | bouldering               | bouldering                |
| --------------------- | ------------------------- | ------------------ | ----------------------- | ------------------------ | ------------------------- |
| chlapci               | dívky                     | chlapci            | dívky                   | chlapci                  | dívky                     |
| 1. Jakub Konečný      | 1. Eva Maria Hammelmüller | 1. Georgii Morozov | 1. Elizaveta Ivanova    | 1. Filip Schenk          | 1. Giorgia Tesio          |
| 2. Arsène Duval       | 2. Michelle Hulliger      | 2. Sergej Rukin    | 2. Ekaterina Barashchuk | 2. Leo Avezou            | 2. Giulia Medici          |
| 3. Nikolai Iarilovets | 3. Mia Krampl             | 3. Petr Zemlyakov  | 3. Elma Fleuret         | 3. Matteo Manzoni        | 3. Eva Maria Hammelmüller |
|                       |                           |                    |                         |                          |                           |
| 19. Vojtěch Trojan    | 19. Lenka Slezáková       | 12. Matěj Burian   | 18. Sára Urbanová       | 37. Aleš Maršík          | 37.-38. Aneta Loužecká    |
| 37. Jan Kendík        | 38.-39. Aneta Loužecká    | —                  | —                       | 43.-45. Jakub Skočdopole | 43. Jana Ondřejová        |
| 42. Jakub Skočdopole  | —                         | —                  | —                       | —                        | —                         |
| 8 finalistů           | 9 finalistek              | 4 finalisté        | 4 finalistek            | 6 finalistů              | 6 finalistek              |
| 26 semifinalistů      | 27 semifinalistek         | 8/16 semifinalistů | 8/16 semifinalistek     | bez semifinále           | bez semifinále            |
| 48 chlapců            | 39 dívek                  | 27 chlapců         | 22 dívek                | 49 chlapců               | 44 dívek                  |

### Výsledky chlapců a dívek v kategorii B
| obtížnost           | obtížnost            | rychlost             | rychlost             | bouldering         | bouldering         |
| ------------------- | -------------------- | -------------------- | -------------------- | ------------------ | ------------------ |
| chlapci             | dívky                | chlapci              | dívky                | chlapci            | dívky              |
| 1. Noé Moutault     | 1. Laura Rogora      | 1. Almaz Nagaev      | 1. Karina Gareeva    | 1. Sam Avezou      | 1. Celina Schoibl  |
| 2. Sam Avezou       | 2. Sandra Lettner    | 2. Danil Ogorodnikov | 2. Giorgia Strazieri | 2. Markus Gillberg | 2. Laura Rogora    |
| 3. Semen Ovčinnikov | 3. Celina Schoibl    | 3. Roman Bozhko      | 3. Sara Morandini    | 3. Nathan Martin   | 3. Sandra Lettner  |
|                     |                      |                      |                      |                    |                    |
| 38. Šimon Potůček   | 18. Eliška Adamovská | —                    | 12. Hana Křížová     | 37. Kryštof Kotyz  | 36. Natálie Tuzová |
| 45. Albert Musil    | 27. Tereza Kubátová  | —                    | —                    | 38. Matyáš Pochman | 38. Klára Hašková  |
| 47. Jiří Churavý    | 32. Natálie Tuzová   | —                    | —                    | —                  | —                  |
| 50. Radim Hejdušek  | —                    | —                    | —                    | —                  | —                  |
| 8 finalistů         | 8 finalistek         | 4 finalisté          | 4 finalistky         | 6 finalistů        | 7 finalistek       |
| 26 semifinalistů    | 27 semifinalistek    | 8/16 semifinalistů   | 8/16 semifinalistek  | bez semifinále     | bez semifinále     |
| 51 chlapců          | 46 dívek             | 28 chlapců           | 22 dívek             | 39 chlapců         | 38 dívek           |

### Medaile podle zemí
| pořadí | stát               | Zlatá medaile | Stříbrná medaile | Bronzová medaile | celkem |
| ------ | ------------------ | ------------- | ---------------- | ---------------- | ------ |
| 1.     | Rusko              | 5             | 5                | 5                | 15     |
| 2.     | Francie            | 5             | 4                | 2                | 11     |
| 3.     | Itálie             | 3             | 3                | 3                | 9      |
| 4.     | Rakousko           | 2             | 2                | 5                | 9      |
| 5.     | Švédsko            | 1             | 2                | 0                | 3      |
| 6.     | Česko              | 1             | 0                | 0                | 1      |
| 6.     | Srbsko             | 1             | 0                | 0                | 1      |
| 8.     | Švýcarsko          | 0             | 2                | 1                | 3      |
| 9.     | Spojené království | 0             | 0                | 1                | 1      |
| 9.     | Slovinsko          | 0             | 0                | 1                | 1      |

### Zúčastněné země
| 1.  | Rusko              | Švédsko            | Francie    | Francie   | Francie            | Srbsko             |
| 2.  | Švédsko            | Švýcarsko          | Rusko      | Rusko     | Rakousko           | Rakousko           |
| 3.  | Rakousko           | Francie            | Itálie     | Polsko    | Švýcarsko          | Spojené království |
| 4.  | Švýcarsko          | Slovinsko          | Rakousko   | Itálie    | Spojené království | Slovinsko          |
| 5.  | Německo            | Belgie             | Ukrajina   | Švýcarsko | Slovinsko          | Švédsko            |
| 6.  | Belgie             | Itálie             | Polsko     | Rakousko  | Rusko              | Švýcarsko          |
| 7.  | Spojené království | Spojené království | Česko      | Česko     | Belgie             | Rusko              |
| 8.  | Rusko              | Rakousko           | Švédsko    | —         | Švédsko            | Francie            |
| 9.  | Itálie             | Rusko              | Izrael     | —         | Litva              | Spojené království |
| 10. | Španělsko          | Německo            | Belgie     | —         | Itálie             | Itálie             |
| 11. | Ukrajina           | Ukrajina           | Nizozemsko | —         | Německo            | Dánsko             |
| 12. | Izrael             | Česko              | —          | —         | Irsko              | Česko              |
| 13. | Francie            | Nizozemsko         | —          | —         | Polsko             | Norsko             |
| 14. | Nizozemsko         | —                  | —          | —         | Bulharsko          | Rumunsko           |
| 15. | Slovinsko          | —                  | —          | —         | Španělsko          | Irsko              |
| 16. | Česko              | —                  | —          | —         | Chorvatsko         | —                  |
| 17. | Lucembursko        | —                  | —          | —         | Izrael             | —                  |
| 18. | —                  | —                  | —          | —         | Maďarsko           | —                  |
| 19. | —                  | —                  | —          | —         | Česko              | —                  |
| x   | 17                 | 13                 | 11         | 7         | 19                 | 15                 |